# Аввакумов, Михаил Николаевич
Михаи́л Никола́евич Авваку́мов (род. 25 ноября 1938, Москва)— художник-график, плакатист, профессор МГХАИ им. В. И. Сурикова, Член-корреспондент Российской академии художеств (2006), Заслуженный деятель искусств Российской Федерации. Член Московского Союза Художников.

## Биографическая справка
Аввакумов Михаил Николаевич родился 25 ноября 1938 года в Москве в семье известного художника-графика Николая Михайловича Аввакумова (1908—1945).
После обучения в МСХШ окончил в 1966 году Московский государственный художественный институт им. В. И. Сурикова по мастерской плаката. Учился у Н. А. Пономарева, О. М. Савостюка, Б. А. Успенского, М. П. Маторина.
С 1973 года — член Союза художников СССР.
С 1974 года преподаёт в Московском государственном художественном институте им. В. И. Сурикова.
1988—2002 — Секретарь Союза художников СССР по плакату.
1990—1992 — Председатель Комиссии по вывозу произведений искусства за границу.
С 2005 года — член Правления Московского союза художников.
Работает в общественно-политическом и рекламном плакате. Занимается станковой графикой.
С начала 1970-х годов участвует во всех крупнейших отечественных и международных художественных выставках.
Воспитал двоих сыновей — Николая (род. 1970, скульптор и график) и Дениса.

## Персональные выставки
Персональные выставки (с О. А. Волковой) состоялись в Москве:
- 1981 В издательстве «Наука», посвящённая 110-й годовщине рождения В. И. Ленина
- 1984 Выставка «Мир планете» в Комитете защиты мира
- 1984 В Бауманском РК КПСС в рамках Дней изобразительного искусства РСФСР
- 1985 В Объединённом институте ядерных исследований в Дубне, посвящённая Неделе мира
- 1990 В городе Аллен (Германия)